# Val Thorens
Val Thorens je středisko zimních sportů nalézající se v údolí Tarentaise, místní části obce Les Belleville v departementu Savojsko v regionu Auvergne-Rhône-Alpes. Výstavba střediska začala v roce 1969 na do té doby panenském místě a v roce 1971 bylo otevřeno pro zimní sezónu.
Samotné lyžařské středisko Val Thorens leží v nadmořské výšce 2 300 m a je tedy nejvýše položeným střediskem v Evropě, ačkoli jeho maximální nadmořská výška 3 230 m je nižší než maximální nadmořská výška 3 880 m ve švýcarském Zermattu. Středisko patří do lyžařské oblasti Les Trois Vallées.
Letovisko má obecně pověst místa zábavy, sportu a fitness a to jak v národních a mezinárodních médiích, tak v odborné literatuře, stejně jako ostatní střediska v údolí.

## Poloha
Val Thorens se nachází v alpském masivu Vanoise v departementu Savojsko. Jeho nadmořská výška se pohybuje od 1 815 do 3 230 metrů, přičemž samotné středisko ce nachází ve výšce 2 300 metrů, což z něj činí nejvýše položené středisko v Evropě.
Středisko se rozkládá na jihovýchodním konci údolí Belleville, které začíná v Moûtiers, v okruhu ohraničeném několika vrcholy: na severu Mont de la Chambre (2 790 m), na východě Aiguille de Péclet (3 561 m), Pointe de Thorens (3 266 m) a ledovce, na jihu Cime de Caron (3 195 m) a Mont Bréquin (3 130 m) a na západě Pointe de la Masse (2 804 m). Všechny tyto vrcholy tvoří správní hranici obce Les Belleville, na níž se letovisko nachází.

## Doprava
Středisko Val Thorens je dostupné po silnici i letecky.
Rychlostní silnicí, vedoucí do střediska, je route nationale 90, která je prodloužením dálnice A 430 a vede z Combe de Savoie-Albertville přes exit 41 (Val Thorens, Les Menuires, Bozel, Courchevel, Méribel), který se nachází na úrovni města Moûtiers. Do střediska pak vede silnice č. 117.
Kromě toho je zde stanice TGV Moûtiers-Salins-Brides-les-Bains, dostupná z velkých francouzských měst (Paříž, vzdálenost z Paříže 600 km, tj. 4 h 30 min, Lille nebo Nantes) i evropských měst (Londýn, Amsterdam nebo Brusel) a celoročně TER Rhône-Alpes. Doprava do letoviska trvá asi třicet minut (taxi, kyvadlová doprava).
Letecky je nejbližší letiště Chambéry, které se nachází severně od Chambéry a je hojně využíváno i během zimních víkendů.
Přímo do lyžařské oblasti střediska se lze dostat i přes obec Orelle, která se nachází v údolí Maurienne, a to lanovkou 3 Vallées Express a následně odpojitelnou lanovkou Rosaël, která lyžaře vyveze do sedla Rosaël.